# Kaio de Almeida
Kaio de Almeida (João Pessoa, 19 ottobre 1984) è un ex nuotatore brasiliano specializzato nello stile del delfino.

## Biografia
Ha rappresentato il Brasile a quattro edizioni consecutive dei Giochi olimpici: Atene 2004,  Pechino 2008, Londra 2012 e Rio de Janeiro 2016.
È stato l'unico uomo al mondo a battere il campione del mondo Ian Crocker nei 50 m farfalla in vasca da 25 m.
Detiene il record nei 50 m farfalla di 22.60, ottenuto battendo il 22.71 dello statunitense Ian Crocker. Sui 200 m farfalla è riuscito a scendere fino all'1.55 in vasca da 50: con questo tempo si è piazzato secondo al mondo nei 200 m farfalla.
Ai Giochi olimpici di Pechino 2008 si è classificato 7º nei 200m farfalla e 15º nei 100m farfalla.

## Palmarès
- Mondiali in vasca corta

Shanghai 2006: oro nei 100m farfalla e bronzo nei 50m farfalla.
Dubai 2010: argento nei 200m farfalla, bronzo nei 100m farfalla e nella 4x100m misti.
- Giochi panamericani

Santo Domingo 2003: argento nei 200m farfalla e nella 4x100m misti e bronzo nei 100m farfalla.
Rio de Janeiro 2007: oro nei 100m farfalla e nei 200m farfalla e argento nella 4x100m misti.
Guadalajara 2011: oro nella 4x100m misti e bronzo nei 200m farfalla.
Toronto 2015: oro nella 4x200m sl.